# Agabiformius corcyraeus
Agabiformius corcyraeus är en kräftdjursart som först beskrevs av Karl Wilhelm Verhoeff 1908C.  Agabiformius corcyraeus ingår i släktet Agabiformius, och familjen Porcellionidae. Inga underarter finns listade.